# Ксена се буди
Ксена се буди (фр. Le réveil de XANA) је „нулта“ епизода „нулте сезоне“ и „нулта“ епизода серије Код Лиоко. По продукцијском реду настала је између друге и треће сезоне, а заправо представља како су се Лиоко ратници упознали, открили Лиоко и Ксену и како су почели да се боре са њим и дешава се неколико недеља пре епизоде Џиновски меда. Епизода се састоји из два дела.

## Опис

### Први део
Негде у новој школској години, дванаестогодишњи надарени дечак по имену Џереми Белпоа иде у напуштену фабрику док тражи делове за своје минијатурне роботе. У својој потрази, проналази лабораторију и одлучује да реактивира суперкомпјутер да види шта је у њему. Када се укључио, на екрану се случајно буди мистериозна, ружичаста вештачка интелигенција која одмах пита где се налази.
Следећег јутра, нови ученик стиже на Кадик академију и каже Улрику Стерну да се зове Од Деларобија и да ће бити његов нови цимер. Улрик у овом тренутку каже Оду да започне однос полако. Девојчица по имену Сиси Делмас стиже и каже Улрику да ће се срести у осам те ноћи. Од одмах постаје заинтересован за Сиси, упркос Улриковој тврдњи да је Сиси само заљубљена у њега. Од наставља да смета Улрику после часа шалама, говорећи да до краја дана Улрик неће моћи без Ода.
Током паузе између јутарњих часова, Џереми се враћа у лабораторију да ступи у контакт са мистериозном вештачком интелигенцијом коју је срео синоћ, коју Џереми зове „Маја“. Док може да одговори на њено питање о томе где је она, открива виртуелни свиет под називом „Лиоко“, али не зна зашто је она тамо. Када Маја изађе из торња у којем се пробудила, открива велику шуму и показује Џеремију слику ове шуме. Док Џереми види на холографској карти три друга сектора са различитим окружењима, Мају нападају два створења која почињу да пуцају на њу. Враћа се у торањ, где Џереми запажа да се регенеришу њени животни поени.
Док Јуми Ишијама купује нешто из аутомата за продају, Од наставља да смета Улрику о Сиси, док Улрик још увек каже Оду да није он њен тип. У међувремену, Џереми покушава да одабере нешто на аутомату за продају и одмах је електрошокиран. Мистериозни знак, идентичан оном који је био на виртуелним чудовиштима Лиока, појављује се непримећен на тастерима аутомата. Улрик води Џеремија у школску болницу, где медицинска сестра каже Улрику да ће Џереми бити у реду.
Док се Џереми опоравља, Улрик одлази на час борилачких вештина којем само он присуствује, док јапанска девојчица која је на кратко виђена раније долази на час. Џим Моралес, њихов професор физичког, шали се упоређујући имена различитих борилачких вештина са јелима у кинеском ресторану, а Јуми се не љути јер је она Јапанка. Џим каже својим ученицима да га је напао дабар док је он радио као шумар у Квебеку, али Улрик и Јуми почињу да се смеју и кажу да било би боље да Џим није причао о томе. Када се час завршава, Јуми иде кући.
Када се Улрик врати у своју спаваћу собу, види да су све његове ствари разбацане због Одовог пса, Кивија. Али, Кивијево присуство на академији представља кршење школских правила. Љут због овог нереда, Улрик ће рећи директору о Кивију и одлази. У међувремену, Џереми наставља да ради у својој спаваћој соби када његов екран затамне и показује исти чудан знак који је био на виртуелним чудовиштима Лиока и на тастерима аутомата. Улрик стиже у Џеремијову спаваоницу и види да га његови роботи нападају. Улрик жели да зна шта се дешава након што га је спасио. После неког времена, Џереми ће му све рећи само ако Улрик обећа ће чувати тајну.
Након што Џереми доводи Улрика у фабрику, он га упознаје са Мајом и даје му објашњење о свему што се десило у вези са Лиоком. Он такође наглашава да је екран његовог компјутера, кад су га његови роботи напали, садржао знак идентичан оном који је био на виртуелним чудовиштима која су напала Мају. Забринут због опасности коју суперкомпјутер изгледа да узрокује, Улрик предлаже Џеремију да га угаси и позове полицију. Џереми ће то урадити, али прво жели да материјализује Мају на Земљу, тврдећи да је нашао нешто што би то могло учинити. Улрик се слаже.
Џереми води Улрика на спрат испод, где му показује собу са три скенера. Ипак, Улрик не верује Џеремију када објашњава шта скенери раде, тако да Џереми предлаже да користе заморче да га тестирају за процес виртуелизације. Улрик се брзо враћа у своју спаваћу собу да користи Одовог пса, Кивија, као заморче. Међутим, сусреће се са Сиси, која је још увек чекала Улрика за њихов састанак, и са Одом, који је приметио крађу Кивија. Њих двоје стижу у фабрику тек кад Улрик ставља Кивија у отворен скенер и иде у лабораторију да каже Џеремију да може да започне процес. Од улази у скенер да спасе свог пса, но на несрећу, Киви се склања из скенера, остављајући свог власника унутар скенера. Од је виртуелизован.
Од се налази у шумском сектору обучен, на своју збуњеност, као велика љубичаста мачка. Свиђа му се ово место све док га не нападају иста чудовишта која су напала Мају, и Улрик предлаже да се виртуализује са Сиси да му помажу. Али Сиси се не слаже, па Улрик иде сам, а појављује се у Лиоку као самурај. С обзиром на то да су њихови облици створени на чудан начин, Џереми претпоставља да су њихове форме засноване на њиховим подзавестним мислима. Од завиди Улриковој катани док не открије да може да пуца стрелице из свог ручног шпалира.
Док Сиси и Киви налазе лабораторију у којој се налази Џереми, Џереми покушава да води Улрика и Ода у Мајин торањ, али су троје у лабораторији нападнути док жице у земљи изненада оживљавају. У Лиоку, двојица случајно падају у једном од торњева и налазе се у леденом пејзажу. Улрик истиче да је један од торњева црвене ауре уместо плаве. Двојица ускоро нађу групу блокова који их ускоро девиртуелизују, чим је Улрик успео да уништи једног од њих. Назад у стварном свету, Улрик и Од спашавају Џеремија, Сиси и Кивија. После напада Џереми ступа у контакт са Мајом и обавештава је да су у реду. У међувремену, у леденом сектору Лиока, торањ који је Улрик видео још раније је и даље црвен.

### Други део
Следећег јутра, Од поздравља Улрика и Сиси током доручка, откривајући да је чешљао своју косу слично свом виртуелном изгледу. У међувремену, Џереми наставља своје истраживање о Лиоку. Он објашњава Маји да се Улрик и Од враћају на Земљу ако изгубе све своје животне поене, али она не може. Међутим, он открива да торњеви служе као портали између Земље и Лиока и верује да може да користи црвени торањ да је материјализује. Улрик и даље инсистира да искључи компјутер, а Џереми обећава да ће то учинити након Мајине материјалитације. Сиси ће вежбати за навијање и позива Улрика да је види, али он каже не.
У међувремену, у Лиоку, црвени торањ производи чудан пулс. Маја зове Џеремија, али пошто он не одговара, излази сама из торња. Стиже у планински сектор када је нападају још чудовишта. Док се све ово догађа, Улрик се враћа у салу за физичко и почиње реванш са јапанском девојчицом. На крају, девојчица се представља као Јуми. Џереми и Од иду у библиотеку где Џереми истражује програм који се зове „повратак у прошлост“. Од пита Џеремија за помоћ у вежби и зове га по надимку „Ајнштајн“.
Касније, када се Сиси враћа у своју собу, електрична сфера напада и оставља је у несвести. Сфера нестаје тек кад Николас Пољакоф и Херв Пичон нађу Сиси и говоре са њеним оцем, директором, о инциденту. Одведу је у школску болницу, док у сали, електрична сфера напада Улрика и Јуми. Иду у фабрику и Јуми слаже се да се виртуелизује са Улриком да помогне Маји. У Лиоку, Јуми се материјализује у виду гејше и има лепезу, баца је попут бумеранга, која такође служи као штит. У школској болници, Сиси се пробуди, и у паници, заборавља своју реч о тајности и открива целу тајну свом оцу и Џиму. Не верују њеној причи, па их доводи у фабрику да им покаже да је истина, док у Лиоку, Маја улази у торањ непосредно пре Јумине девиртуализације.
Када Маја уђе у торањ, плутајући екран се појављује, она додирује екран и види име које она изгледа да препозна: „Аелита“. Тада види речи „Код Лиоко“, а електрична сфера нестаје. Али, стигли су Сиси, њен отац и Џим. Без друге опције, Џереми покреће програм под називом „повратак у прошлост“ и враћају се један дан у време поред аутомата. Међутим, Џереми се ничега не сећа. Након што му објасне све, Јуми закључује да само људи који су скенирани од стране суперкомпјутера могу да запамте све. Маја инсистира да морају да угасе суперкомпјутер јер је превише опасан. Она такође открива да је њено име Аелита, јер се сетила свог имена када га је видела на интерфејсу торња. Али Џереми жели да је материјализује, и при раду открива да се вештачка интелигенција која их је напала зове „Ксена“ и да је користила црвени торањ да покрене свој напад. Група одлучује да не искључи суперкомпјутер, јер сада знају како да се супротставе Ксениним нападима, и Џереми ће наставити да покушава да доведе Аелиту у стварни свет.

## Емитовање
Ова дводелна епизода је имала премијеру 2. октобра 2006. у Сједињеним Америчким Државама. Премијера у Француској била је 21. октобра 2006. године. Ова епизода никад није емитована у Србији.